# گویمانوواتس
گویمانوواتس (به صربی: Gojmanovac) یک روستا در صربستان است که در سورییگ واقع شده‌است. گویمانوواتس ۹۴ نفر جمعیت دارد.